# Hidropascoïta
La hidropascoïta és un mineral de la classe dels òxids. Rep el seu nom degut al fet que és una forma més hidratada de la mateixa substància química que forma la pascoïta, el decavanadat de calci.

## Característiques
La hidropascoïta és un òxid de fórmula química Ca₃(H₂O)₂₀(V₁₀O₂₈)·4H₂O. Va ser aprovada com a espècie vàlida per l'Associació Mineralògica Internacional l'any 2016. Cristal·litza en el sistema triclínic. És similar a la kokinosita (Na₂Ca₂(V10O28)·24H₂O) i a la nashita (Na₃Ca₂[(V95+V4+)O28]·24H₂O) pel fet de ser un decavanadat tetracosahidrat.

## Formació i jaciments
Va ser descoberta a la mina Packrat, a Gateway (Colorado, Estats Units). Es tracta de l'únic indret on ha estat trobada aquesta espècie mineral.